# Planta do pé

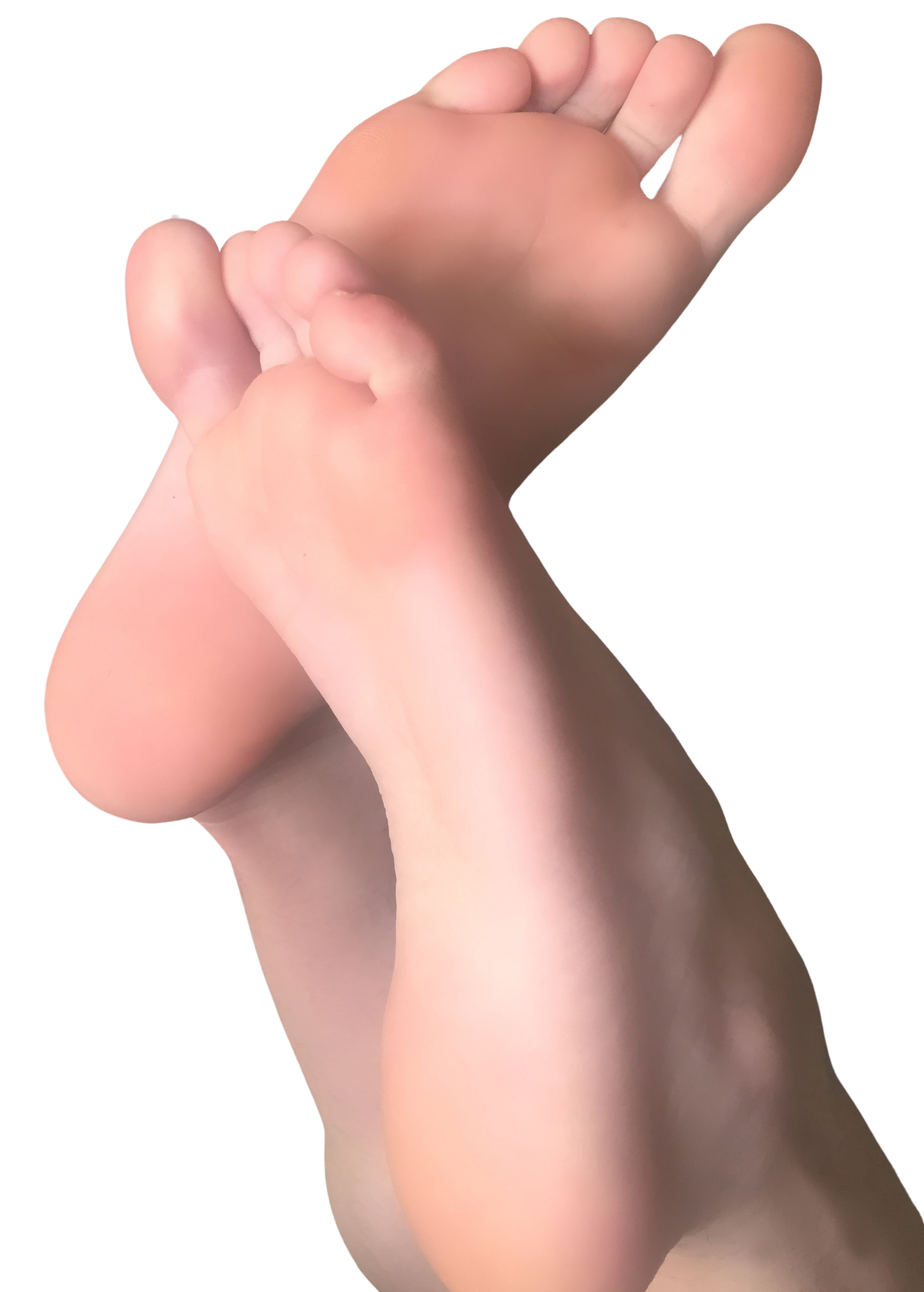
Planta do pé

A palma do pé ou planta do pé é a parte inferior do pé humano. Anatomicamente, a palma do pé é dita possuir aspecto plantar. A superfície equivalente em ungulados é o casco.

## Descrição
A pele da palma do pé é desprovida de pelo e pigmentação encontrada no resto do corpo, e tem uma concentração alta de poros sudoríparos. As palmas são cruzadas por um conjunto de pregas que se formam durante a embriogênese e contém as camadas mais grossas de pele no corpo humano devido ao peso que eles continuamente suportam. Como a palma, os poros sudoríparos não dispõem de glândulas sebáceas.